# Sân Voi
Sân voi (tiếng Khmer:ព្រះលានជល់ដំរី) là một công trình kiến trúc nằm bên trong khu phức hợp quần thể Angkor Thom, nơi được xem là nơi giải trí của các vua và quan dưới triều đại Angkor. Sân voi được xây dựng vào năm 905 - 984 cùng với cung điện Hoàng gia và tháp 12 con giáp nằm ở vị trí trung tâm của kinh thành Angkor Thom.

## Vị trí
Sân Voi được xây dựng trong kinh thành Angkor Thom. Nếu đi từ cổng chính từ cổng kinh thành Angkor Thom sau khi tham quan đền Bayon chúng ta đến Baphuon nằm bên trái, qua cầu Naga dài là đền với Sân Voi. Nếu đi từ Cổng chiến thắng Angkor Thom là chúng ta đến Ta Prohm, Ta Keo rồi qua Sân Vua Cùi, kinh thành 12 con giáp là đến Sân Voi.

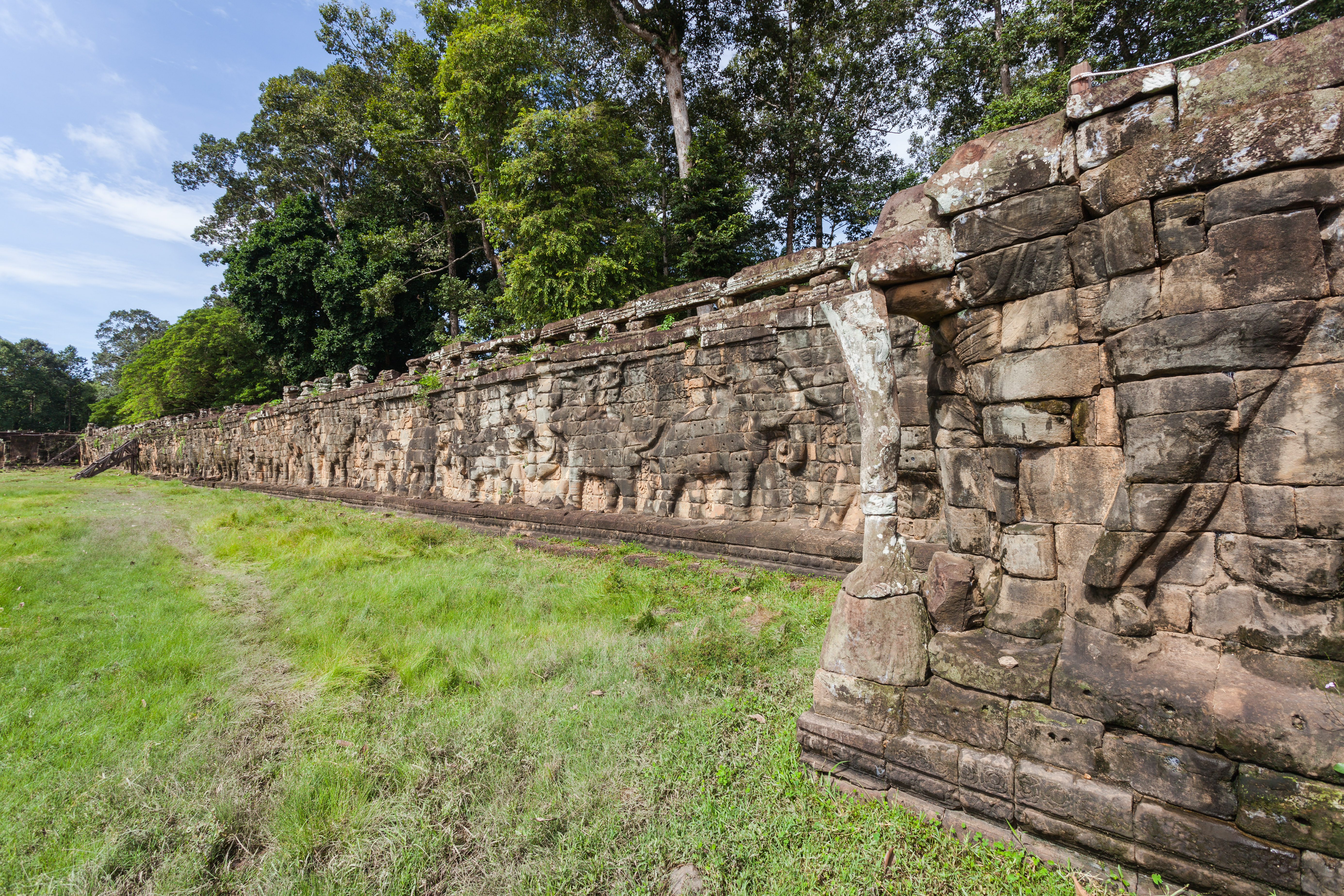
Toàn cảnh phế tích Sân Voi

## Miêu tả
Nơi đây đến khu "Sân voi" nơi xưa kia vua cùng quan thần xem cưỡi và đấu voi. Xưa kia ở đây là dinh thự của vua làm bằng gỗ, vì thế qua nhiều thế kỷ và thăng trầm của lịch sử đã không còn. Vào cuối thập niên 1960, nhà khảo cổ Pháp Bernard Philippe Groslier trong lúc trùng tu sân voi, đã tìm thấy chân của một cột gỗ to lớn, đây là vật duy nhất còn lại của các kiến trúc gỗ đã biến mất. Gần đây, nhà khảo cổ Roland Fletcher, thuộc Đại học Sydney, trong chương trình nghiên cứu về nguyên do sự sụp đổ bỏ hoang của Angkor, đã khảo sát các chất liệu do dân cư Angkor xưa sinh hoạt để lại dọc và dưới kênh đào quanh Angkor, đã nhờ cơ quan khoa học nguyên tử Úc (Australian Nuclear Science and Technology Organisation) thẩm định thời gian qua phóng xạ của bệ cột gỗ do Groslier tìm được cho thấy tuổi của cột là khoảng năm 905 đến 984. Điều này cho thấy khu cung điện hoàng gia và sân voi đã được xây dựng ít nhất là từ thế kỷ thứ 10. Trên khu này còn sót lại một tượng "vua cùi", tương truyền là vua Jayavarman VII. Trên các tường, bệ chung quanh sân là những điêu khắc đạt đến đỉnh cao của nghệ thuật Khmer Angkor: voi diễn hành, cưỡi voi chơi polo... Ở các góc tường bệ là các tượng điêu khắc hình chim thần garuda dùng tay nâng đỡ sân.
Kiến trúc Sân Voi được xem là khá sắc sảo - cùng với Sân Vua Cùi làm nên một quần thể điêu khắc trên đá chia làm nhiều tầng. Ngay tại trung tâm chính của Sân Voi - nơi mà các quan đại thần cùng với vua làm lễ ra trận, hay chơi đấu voi, duyệt binh voi. Nơi trung tâm sân voi là nơi vua cùng với quan đại thần xem duyệt binh voi được xây dựng trên nền đất cao. Từ vị trí này vua có thể xem rõ toàn bộ quân đội voi và cảnh duyệt binh, hay những màn đấu voi phía đưới. Ngay tại sân trung tâm này có những linh sư canh gác ở mỗi vị trí góc. Cuối bậc tam cấp là điêu khắc đá với những chú voi rất sắc sảo mỗi bên ba con. Cùng với sân voi và Sân Vua Cùi trong kinh thành Angkor Thom, điêu khắc trên đá chia làm nhiều tầng tạo nên một bức tranh kéo dài tuyệt đẹp.

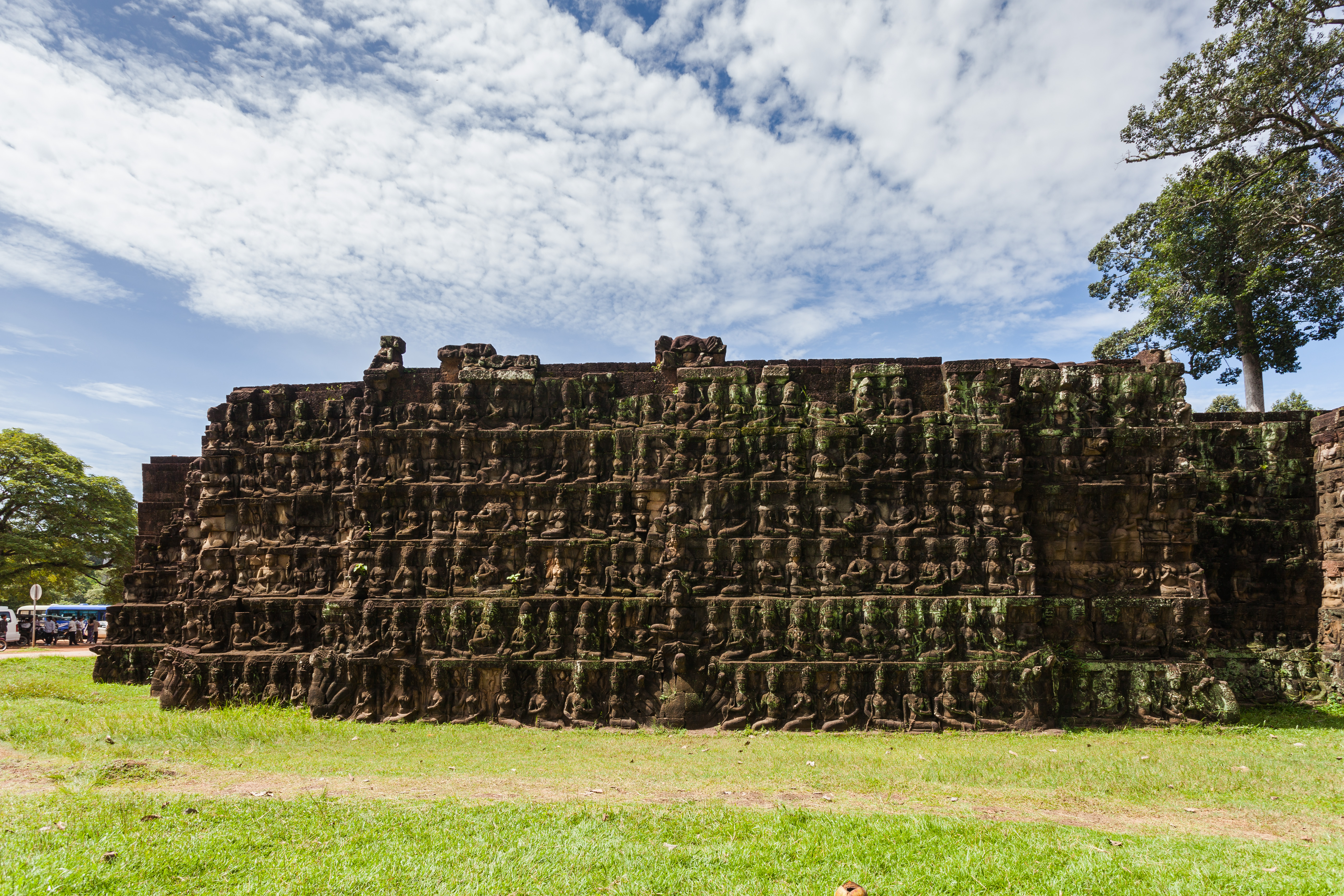
Tường bên

## Cung điện Hoàng gia
Nằm phía bên tay trái của sân voi là cung điện Hoàng gia - nơi mà vua sinh hoạt và nghỉ ngơi được xây dựng hoàn toàn bằng tre và gỗ. Qua bao nhiêu thăng trầm của lịch sử, hiện nay cung điện Hoàng gia đã không còn do bị chiến tranh và thời gian thiêu rụi hoàn toàn không còn vết tích. Nếu như các công trình tôn giáo và tín ngưỡng, các vị vua Angkor xây dựng hoành tráng bao nhiêu, đồ sộ bao nhiêu thì trái lại các công trình dành cho vua thì lại đơn sơ, xây dựng với các chất liệu sơ sài khiến cho những gì còn sót lại của lịch sử chỉ là những công trình mang tính chất tôn giáo, trong khi đó, những công trình khác trong vương triều Angkor thì chẳng còn lại gì, ngay cả sử sách cũng bị quân đội Xiêm thiêu rụi.

## Tình trạng

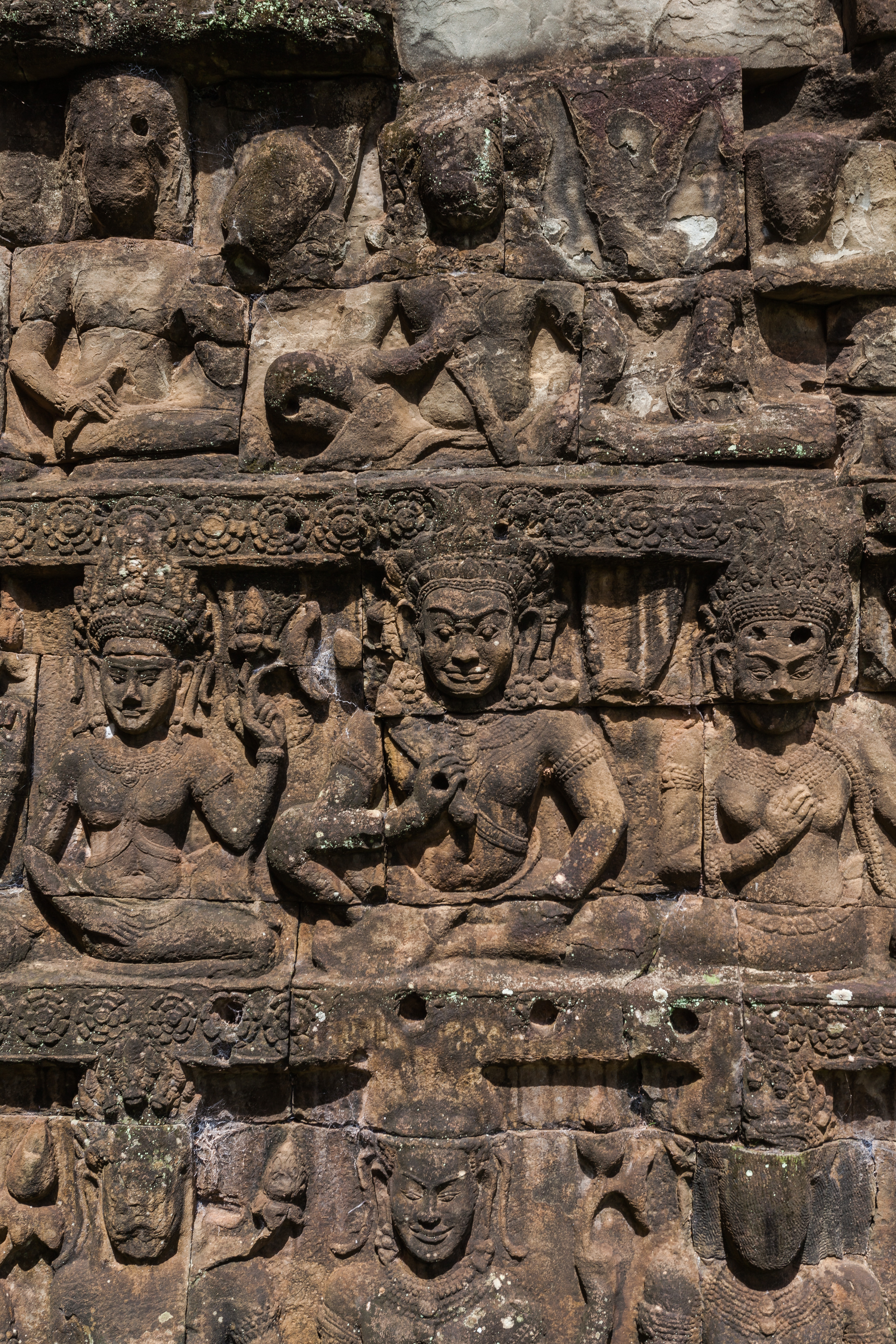
Chi tiết của bức tường bên

Sân Voi hiện nay cũng nằm trong tình trạng bị tàn phá nghiêm trọng bởi thời gian và những cuộc chiến tranh trong lịch sử và bị hư hại bởi những kẻ trộm cắp. Nhiều tảng đá nằm ngổn ngang phía dưới chân của sân voi khiến cho công việc trùng tu đền gần như vô vọng, dấu tích còn lại hiện nay chỉ là những gì còn sót lại của một di tích huy hoàng trong lịch sử. Cùng với sân voi là tháp 12 con giáp. Các tháp này không có gì đặc sắc và gần như bị cỏ dại và cây cỏ như muốn nuốt lấy các tháp. Có tháp gần như đổ sập hoàn toàn và có tháp nghiêng ngả như muốn đổ sập xuống. Và gần như 12 tháp này không thấy có dấu hiệu trùng tu hay bảo vệ.

## Giá trị
Ba cụm di tích nằm gần như là trung tâm của Kinh thành Angkor Thom. Tuy nhiên, xét về mặt điêu khắc và kiến trúc, ba công trình này không thu hút khách tham quan cho lắm bởi sự đồ sộ của Bayon nằm kế đó. Ba công trình này chỉ được du khách xem lướt qua mà không tham quan rõ các chi tiết điêu khắc tuyệt đẹp bên phía dưới nền móng của sân voi bởi nơi phần móng của sân voi mới là phần đặc sắc nhất. Còn 12 tháp thì không đặc sắc về điêu khắc do 12 tháp này chỉ để dùng để hành hình phạm nhân trong lịch sử nên kiến trúc có phần tẻ nhạt.